# Simsonia tasmanica
Simsonia tasmanica is een keversoort uit de familie beekkevers (Elmidae). De wetenschappelijke naam van de soort werd in 1894 gepubliceerd door Thomas Blackburn.